# Енергетска безбедност Русије
Енергетска безбједност Русије је званично формулисана као стање заштите привреде и становништва земље од пријетњи по њену националну безбједност у енергетском сектору, чиме се обезбјеђује испуњење услова за снабдијевање потрошача горивом и енергијом, као и испуњење извозних уговора и међународних обавеза земље  . Постоје и алтернативне дефиниције, посебно, Институт за економско предвиђање Руске академије наука, предложио је дефиницију енергетске безбједности као стања заштите грађана, друштва, државе и привреде од пријетње несташице у испуњавању услова, њихове енергетске потребе са економски доступним енергетским ресурсима прихватљивог квалитета, од пријетњи несметаног снабдијевања енергијом  .

## Доктрина енергетске безбједности
Званичан став о питањима енергетске безбједности Руске Федерације формулисан је у Доктрини енергетске безбједности Руске Федерације, одобреној указом предсједника Русије 13. маја 2019. године. Доктрина наглашава бројне изазове за енергетску безбједност земље: 
- Екстерни економски изазови: премјештање центра глобалног економског раста у азијско-пацифички регион, успоравање раста глобалне потражње за енергетским ресурсима и промјена њене структуре, повећање глобалне ресурсне базе угљоводоника, повећање конкуренције међу извозницима енергије, јачање позиција потрошача, повећање производње течног природног гаса и његовог учешћа на свјетским енергетским тржиштима, формирање глобалног тржишта природног гаса, повећање учешћа обновљивих извора енергије у глобалном билансу горива и енергије;
- Изазови спољне политике: јачање међународних напора за спровођење климатске политике и убрзање транзиције ка „зеленој економији“;
- Унутрашњи изазови: Прелазак Русије на нови модел друштвено-економског развоја, који подразумијева структурну трансформацију привреде, уравнотежен просторни и регионални развој, модернизацију основних производних средстава организација, значајно повећање продуктивности рада и ефикасности привредног развоја, као и погоршање демографске ситуације у Русији ;
- Прекогранични изазови: развој и ширење револуционарних теһнологија у енергетском сектору, укључујући технологије за коришћење обновљивих извора енергије, дистрибуирану производњу електричне енергије, складиштење енергије, производњу угљоводоника из тешко надокнадивих резерви, дигиталне и интелигентне технологије, штедљиве и енергетски ефикасне технологије.

Да би се обезбједила енергетска безбедност, доктрина предвиђа низ мјера, као што су развој конкуренције у комплексу горива и енергије, заштита енергетских објеката од спољних сметњи, техничко преопремање и модернизација енергетских објеката, замјена увоза у енергетски сектор, обезбјеђивање репродукције минерално-ресурсне базе, повећање еколошке прихватљивости енергије и развој енергије засноване на обновљивим изворима енергије и дистрибуиране производње, развој међународне сарадње у области енергетике са земљама ЗНД, БРИКС, Шангајске организације за сарадњу, чланица ОПЕК итд  .

## Пријетње
Идентификоване су сљедеће пријетње енергетској безбједности Русије:   
- Енергетска ефикасност привреде. Карактерише га ниска енергетска ефикасност коришћених технологија и опреме, значајни губици током транспорта, трансформације и складиштења енергетских ресурса. Проблем погоршава сировинска неравнотежа у структури привреде;
- Учешће природног гаса у енергетском билансу је превисоко – у Русији у цјелини, удио гаса је око 70% потрошње енергије, у европском дијелу земље – више од 90%. Рјешење проблема отежава постојање неравнотеже цијена између гаса и угља;
- Заостајање раста истражениһ резерви угљоводоника у односу на обим производње, погоршање квалитета минерално-ресурсне базе горивно-енергетског комплекса (исцрпљивање постојећиһ лежишта, смањење величине и смањење квалитета откривених налазишта);
- Висока амортизација опреме у енергетском сектору, недовољна улагања и ниске стопе обнављања опреме у комплексу горива и енергије;
- Неусклађеност енергетског сектора земље са савременим иновативним нивоом (слаб развој обновљивих извора енергије, недовољна употреба савремених технологија у термоенергетици - постројења са комбинованим циклусом, опрема са супер-суперкритичним параметрима паре, котлови са циркулационим флуидизованим слојем );
- Недовољан развој енергетике у источном Сибиру и на Далеком истоку ;
- Санкциони притисак који отежава реализацију нових пројеката у енергетском сектору, забрана трансфера савремениһ технологија, недостатак високо локализоване производње појединачних елемената енергетске опреме у Русији (посебно гасних турбина великог капацитета, комплетног гаса). -изолована расклопна постројења високонапонских класа);
- Могуће спољно мијешање у активности горивно-енергетског комплекса ( саботаже и терористички акти, сајбер напади), поремећај енергетскиһ активности усљед елементарних непогода .

## Оцјене
Како је примијетио тим аутора монографије „Енергетска безбједност Русије“, објављене под покровитељством Руске академије наука, Руска Федерација је у енергетском смислу потпуно независна држава. Захваљујући великим резервама горива и енергената и развијеном горивно-енергетском комплексу, Русија не само да се у потпуности обезбјеђује горивом и енергентима, већ врши и велики извоз енергената, као један од водећих свјетских произвођача и извозника енергетских ресурса  .
Према одобреној енергетској стратегији Русије до 2030. године, енергетска безбједност Руске Федерације током спровођења претходне верзије енергетске стратегије (за период до 2020. године) је обезбјеђена у потпуности  . Према ставу Министарства енергетике Русије, енергетска безбједност земље у 2018. години, упркос непостизању циљних вриједности низа индикатора енергетске стратегије до 2030. године, може се сматрати обезбјеђеном  .
Према оцјени Свјетског енергетског института Привредне коморе САД, објављене 2018. године, ниво енергетске безбједности у Русији је на просјечном нивоу. Институт је процијенио енергетску безбједност 25 водећиһ земаља у погледу потрошње енергије (укупно обезбјеђујући 80% свјетске потрошње енергије). Процјена је извршена уз помоћ 29 параметара, укључујући однос увоза нафте, гаса и угља према њиховој потрошњи, однос трошкова увоза енергије према БДП-у земље, потрошњу енергије уопште и по глави становника, цијене нафте и електричне енергије итд. Русија се на овој ранг листи налази на 12. мјесту, приближно на истом нивоу са Француском, иза Сједињених Америчких Држава, Канаде и Њемачке, али испред Кине, Јапана и Јужне Кореје   . Према доктору економскиһ наука, шефу одјељења за економску безбједност Алтајског државног универзитета Санникова И. Н, енергетска безбједност Русије се не може сматрати обезбјеђеном  .

## Линкови
- „Доктрина энергетической безопасности Российской Федерации”. Минэнерго России. Архивирано из оригинала 29. 09. 2019. г. Приступљено 2019-09-29.